# Theridion octoferum
Theridion octoferum là một loài nhện trong họ Theridiidae.
Loài này thuộc chi Theridion. Theridion octoferum được Embrik Strand miêu tả năm 1909.